# Duguetia megalocarpa
Duguetia megalocarpa är en kirimojaväxtart som beskrevs av Paulus Johannes Maria Maas. Duguetia megalocarpa ingår i släktet Duguetia och familjen kirimojaväxter. Inga underarter finns listade i Catalogue of Life.